# Шимоліно
Шимо́ліно (рос. Шимолино) — село у складі Благовіщенського району Алтайського краю, Росія. Адміністративний центр Шимолінської сільської ради.

## Населення
Населення — 829 осіб (2010; 1011 у 2002).
Національний склад (станом на 2002 рік):
- росіяни — 87 %